# John Noah
Pour les articles homonymes, voir Noah.
John Michael Noah (né le 21 novembre 1927 à Crookston – mort le 3 septembre 2015) est un joueur américain de hockey sur glace qui évoluait en position de défenseur.

## Carrière
Il participe aux Jeux olympiques d'hiver de 1952 et remporte la médaille d'argent avec les États-Unis ; il dispute huit rencontres au cours du tournoi.

## Titres et honneurs personnels
- Médaille d'argent aux Jeux olympiques de 1952 à Oslo en Norvège